# Graz-Karlau
Il carcere di Graz-Karlau si trova a Gries, quinto distretto della città di Graz, capoluogo della regione austriaca della Stiria. Con una capienza di 552 detenuti, è la terza prigione più grande dell'Austria 
Costruito fra il 1584 ed il 1590 in tardo stile rinascimentale su progetto di Antonio Tade ed Antonio Marmoro, venne usato come residenza estiva di caccia per l'arciduca Carlo II d'Austria . Inizialmente era chiamato Castello di Dobel e venne rinominato in Karlau in onore dell'arciduca, perché il suo nome era simile a quella della vicina ed omonima loggia di caccia situata ad Haselsdorf-Tobelbad.
Dal 1769 venne usata come ospizio per i poveri e nel 1794 iniziò ad accogliere i prigionieri di guerra francesi. Nel 1803 divenne una prigione provinciale per detenuti con condanne fino a 10 anni di carcere. Fra il 1847 ed il 1848 e poi fra il 1869 ed il 1872 fu ampiamente ingrandita. Verso la fine della Seconda Guerra Mondiale il carcere fu bombardato due volte, uccidendo 14 guardie e 107 detenuti. Nel 1946 il boia britannico Albert Pierrepoint si recò a Karlau per addestrare un suo equivalente austriaco e due assistenti con il metodo britannico per l'impiccagione; con questa nuova tecnica furono eseguite le condanne a morte di otto giovani prigionieri il 24 settembre 1946 .
Fra i detenuti più famosi della storia del carcere ci sono il serial killer Jack Unterweger, il terrorista Franz Fuchs, il pluri-omicida Udo Proksch e Tawfik Ben Chaovali, coinvolto nell'Attentato di Fiumicino del 1985.